# Valverde de Alcalá
Valverde de Alcalá è un comune spagnolo di 320 abitanti situato nella comunità autonoma di Madrid.